# Зенит (стадион, Иркутск)
«Зенит» — стадион в Ленинском округе Иркутска. Являлся домашним стадионом для иркутского «Зенита» и «Звезды».
Стадион «Зенит» имеет следующие спортивные сооружения: Большое игровое поле; Малое игровое поле; Пункт проката стадиона «Зенит» (зимний каток).

## Футбольные турниры
Стадион принимал матчи Профессиональной футбольной лиги. Турнир Андрея Ещенко и 2 матча Кубка России по футболу.

## Турниры по хоккею с мячом
На стадионе проходили матчи чемпионата мира по хоккею с мячом 2014, чемпионата мира по хоккею с мячом среди девушек не старше 17 лет 201. Так же на Зените проходили матчи группы В  чемпионата мира по хоккею с мячом 2020.

## Адрес
- Россия, Иркутская область, г. Иркутск, ул. Авиастроителей, д. 4а